# Paraphaenodiscus murgabicus
Paraphaenodiscus murgabicus är en stekelart som beskrevs av Svetlana N. Myartseva 1980. Paraphaenodiscus murgabicus ingår i släktet Paraphaenodiscus och familjen sköldlussteklar.
Artens utbredningsområde är Turkmenistan. Inga underarter finns listade i Catalogue of Life.